# Pelargonidina
Pelargonidina o Pelargonidín es una antocianidina, un tipo de pigmento vegetal. Como todas las antocianinas, es un antioxidante. Produce un color naranja característico.

## Producción natural

### Presencia en flores
Pelargonidin  se puede encontrar en los rojos geranios (Geraniaceae). Es el pigmento predominante que causa la coloración roja en las espatas de Philodendron (Araceae). Las flores de color naranja-azul de pimpinela (Anagallis monelli, Myrsinaceae) tienen una mayor concentración de pigmento pelargonidina.

### Presencia en alimentos
La Pelargonidina se puede encontrar en las bayas maduras como las frambuesas y las fresas  así como los arándanos azules, moras, arándano rojo, también en las bayas de Aronia y saskatum. También se encuentra en las ciruelas y granadas.
Está presente en grandes cantidades en los frijoles.

## Glucósidos

Pelargonidin 3-glucosido.

Pelargonidin-3-O-glucosido (callistephin) se puede encontrar en las fresas.
Glucósidos de acilado pelargonidina  se puede encontrar en las flores rojo-púrpura de Ipomoea purpurea.